# Gil Cordero
Gil Cordero Burgos (ur. 13 kwietnia 1992 w Veracruz) – meksykański piłkarz występujący na pozycji ofensywnego pomocnika.

## Kariera klubowa
Cordero jest wychowankiem zespołu Club Necaxa z siedzibą w mieście Aguascalientes, skąd jako siedemnastolatek przeniósł się na rok do akademii juniorskiej stołecznej drużyny Club América. Niedługo potem powrócił do Necaxy, jednak nie potrafił się przebić do seniorskiej ekipy, wobec czego udał się na półroczne wypożyczenie do Tiburones Rojos de Veracruz, grającego w drugiej lidze meksykańskiej. Tam pełnił wyłącznie rolę rezerwowego, a w styczniu 2012 powrócił do Amériki, tym razem na stałe. Podczas wiosennych rozgrywek Clausura 2013 wywalczył z tym klubem tytuł mistrza Meksyku, lecz nie rozegrał wówczas ani jednego spotkania w lidze. W Liga MX zadebiutował dopiero za kadencji tymczasowego szkoleniowca Álvaro Galindo, 26 października 2013 w wygranym 3:1 spotkaniu z Pueblą.
| Sezon     | Klub                        | Kraj   | Rozgrywki  | Mecze | Bramki |
| --------- | --------------------------- | ------ | ---------- | ----- | ------ |
| 2011/2012 | Tiburones Rojos de Veracruz | Meksyk | Ascenso MX | 7     | 0      |
| 2011/2012 | Club América                | Meksyk | Liga MX    | 0     | 0      |
| 2012/2013 | Club América                | Meksyk | Liga MX    | 0     | 0      |
| 2013/2014 | Club América                | Meksyk | Liga MX    |       |        |

## Kariera reprezentacyjna
W 2009 roku Cordero został powołany przez szkoleniowca José Luisa Gonzáleza Chinę do reprezentacji Meksyku U-17 na Młodzieżowe Mistrzostwa Ameryki Północnej, gdzie pełnił rolę kluczowego gracza swojej drużyny, rozgrywając wszystkie trzy spotkania w pełnym wymiarze czasowym, a jego kadra zanotowała w nich komplet zwycięstw i zakwalifikowała się na Mistrzostwa Świata U-17 w Nigerii. Na młodzieżowym mundialu również miał niepodważalne miejsce w wyjściowej jedenastce, występując we wszystkich czterech meczach od pierwszej minuty, natomiast Meksykanie zakończyli swój udział w tych rozgrywkach na 1/8 finału.